# Замойский, Ян (ум. 1619)
Ян Замойский (ок. 1570—1619) — государственный и военный деятель Речи Посполитой, ротмистр королевский, руководитель обороны поточной (1588), стражник польный коронный (1600—1619), каштелян хелмский (1604—1613). Дальний родственник канцлера и гетмана великого коронного Яна Замойского.

## Биография
Представитель польского шляхетского рода Замойских герба «Елита». Сын Яна Замойского, имел братьев Вацлава (ум. 1650), каштеляна львовского, и Станислава.
Участник многочисленных войн с крымскими татарами на южных границах Речи Посполитой. Командовал польско-литовским войском, разгромившим 18 августа 1589 года под Бавором крымско-татарскую орду, вторгнувшуюся на Подолию и в Галичину в ответ на разорение запорожцами Очакова и Аккермана.
В 1619 году погиб в бою с татарами.
Около 1592 года женился на княжне Анне Константиновне Вишневецкой, дочери старосты житомирского и подвоеводы киевского, князя Константина Ивановича Вишневецкого (ум. 1574), и Анны Эльжбеты Сверщ. Дети:
- Ежи
- Мориц
- Здислав Ян (ум. 1670), каштелян черниговский
- Александр, стражник великий коронный (1619)
- Ян (ум. 1655), епископ пшемысльский и луцкий
- Елена, жена воеводы мазовецкого Анджея Горайского